# Nigoiti
Nigoiti (Georgisch: ნიგოითი) is een dorp in het zuidwesten van Georgië met 615 inwoners (2014), gelegen in de gemeente Lantsjchoeti (regio Goeria). Het dorp ligt aan de voet van het Goeriagebergte op de overgang naar de Kolcheti-vlakte.

## Geschiedenis
Tijdens de Krimoorlog werd op 27 mei 1854 in Nigoiti een slag uitgevochten tussen het Ottomaanse Rijk en het Russische Rijk. Russisch-Georgische detachementen, die onder het bevel van Ivane Andronikasjvili stonden, leverden strijd met Ottomanen die de Tsjoloki-rivier waren overgestoken. Deze rivier was de toenmalige grens tussen het Russische en het Ottomaanse rijk en is de hedendaagse grens tussen de Georgische regio's Adzjarië en Goeria. De Goeriaanse hoofdstad Ozoergeti was al sinds april bezet door de Ottomanen, en met de Russische overwinning bij Nigoiti konden de Ottomanen teruggedrongen worden tot de Tsjoloki.
In 1902 vond in Goeria een boerenopstand plaats, die begon in Nigoiti om graasrechten van de boeren. Het leidde tot het uitroepen van de Goeriaanse Republiek, die in 1905 werd onderdrukt door de Russische autoriteiten.

## Demografie
Volgens de volkstelling van 2014 had Nigoiti 615 inwoners. Nigoiti was volgens deze volkstelling vrijwel mono-etnisch Georgisch (99,5%).
| Aantal                                           | 789 | 615 |
| Verantwoording data: Volkstellingen 2002 en 2014 |     |     |

## Bestuurlijke indeling
Nigoiti is het centrum van de gelijknamige dorpsgemeenschap (თემი, temi), dat nog vijf nabijgelegen dorpen omvat: Dzjapani, Dzjicheti-klooster, Kviani, Tsjkonagora en Tsjolabargi.

## Bezienswaardigheden
Nigoiti is een onopvallend dorp langs de hoofdweg door Goeria. 
- Dzjicheti-nonnenklooster uit de 19e eeuw ligt een paar kilometer buiten Nigoiti in het Goeriagebergte. Al in het tijdperk van koningin Tamar (vroege 13e eeuw) zou hier een kerk hebben gestaan. De hedendaagse kerk werd in de periode 1896-1904 op de plek van de oorspronkelijke kerk gebouwd.[7] Het complex is beschermd cultureel erfgoed.[8]

## Vervoer
Nigoiti ligt aan de Georgische internationale hoofdweg S12 (E692), een belangrijke schakel in de hoofdverbinding tussen Tbilisi en Batoemi. De Samtredia - Batoemi spoorlijn heeft een station in Nigoiti met diensten naar Tbilisi en Ozoergeti.